# Миодраг Раичевић
Миодраг Раичевић (Подгорица, 1955) црногорски је књижевник и књижевни уредник.

## Награде
- Награда „Марко Миљанов”, за књигу Чарапе у трави, 1988.
- Награда „Бранко Миљковић”, за књигу Длан & лопата, 2010.[2]
- Награда „Бранко Ћопић”, за књигу Длан & лопата, 2010.[3]
- Змајева награда, за књигу О стварима које је Хомер пропустио, 2023.[4]
- Награда „Ђура Јакшић”, за књигу О стварима које је Хомер пропустио, 2023.[5]

## Дела

### Књиге песама
- Осјећајне пјесме и једна коњска, Дом омладине “Будо Томовић” ‡ Титоград, 1984.
- Чарапе у трави, УКЦГ, Титоград, 1987
- Дебеле девојке, Рад, Београд, 1990.
- Горе главу висибабо, Рад, Београд, 1993.
- Трице и ку’чине, Октоих, Подгорица, 1994.
- Музини ветрови, Време к њ иге, Београд, 1995.(тандарогија)

### Сваштара
- Свирање Малапартеу, Народна књига, Београд 2002.
- Књиге објављене под псеудонимом Т. Х. Раич
- Опет силована, КОЦГ, Титоград 1990 (роман);
- Најбоље од Џека Трбосека, Време књиге, Београд (роман) 1995.
- Речник афродизијака, Стубови културе, Београд, 1997.(еротска сваштара)
- Човек без костију, Народна књига, Београд 2003. (роман)
- Ко је рекао живели, Моно и Мањана, Београд 2011
- Књиге објављене под псеудонимом Равијојло Кликовац
- Librus Docleanus Palamudus (Дукљански ријечник )

### Приредио
- Како ово нисам знао, Бајке, Ободско слово, Ријека Црнојевића, 1995.
- Шекспирове сестре, Антологија женске светске приче, Граматик, Београд, 2002.
- Антологија боемске поезије, Граматик, Београд, 2002.
- Постмодерна на тргу (са Г. Божовићем), Град театар Будва ‡ Октоих Подгорица, 1988.
- Казабланка, темат о филму Казабланка, ревија Овдје, 1990.
- О кримићу, темат, ревија Овдје, 1995.
- Нема толико до Лајковца, јексерашка проза, Поља, Нови Сад, 2004.
- Ноћне приче, светска фантастика, приче, Либрето, Београд, 2004.
- Код српског писца, кухињска дела, Београд 2011.

### Кувари
- Палачинке, Кувар, Граматик, Подгорица, 2000.
- Кувар за сваки дан, Велики кувар, Либрето, Београд, 2002.
- Учествовао у пројектима
- Чаробна шума, Савремена српска еротска прича, Б 92, 1996.
- Српска крими‡прича, часопис Реч, Београд
- Мој приватни Тито, Поља 2002, Нови Сад
- Пројекат Буковски, приче, Граматик, Београд, 2004.